# Angelus (film)
Angelus is een Poolse film uit 2001. Het is een komedie van film- en theaterregisseur, schrijver, dichter en schilder Lech Majewski. De opnames vonden plaats van 23 augustus tot september 2000. De première had plaats op 12 oktober 2001.

## Rolverdeling
| Acteur            | Personage    |
| ----------------- | ------------ |
| Jan Siodlaczek    | Teofil       |
| Jacenty Jedrusik  | Helmut       |
| Grzegorz Stasiak  | Ewald        |
| Andrzej Mastalerz | Oswald       |
| Andrzej Skupinski | Eryk         |
| Adam Bauman       | Towarzysz KW |

## Verhaal
De film vertelt de geschiedenis van de Groep van Janow, die actief was in Silezië en waar ook enkele bekende schilders lid van waren. 
De meester van dit occulte gemeenschap hield zijn leerlingen een profetie voor. Volgens hem zou de mensheid op Aarde na drie tekens (een grote oorlog, een rode plaag en een grote paddenstoel) uiteindelijk getroffen worden door een dodelijke straal van Saturnus.
Na de Tweede Wereldoorlog nemen de communisten de regering van Polen over, ten slotte vernemen de volgelingen van  de ontploffing van de atoombom in Hiroshima. De tot opvolger van de meester gezalfde Theofil gelooft dat de wereld gered kan worden door een onschuldige jongeling te offeren.